# Ion
Ion nebo iont je kladně nebo záporně elektricky nabitá částice atomární velikosti (atom, molekula, někdy také skupina atomů či molekul), tedy taková, kde se celkový počet elektronů liší od celkového počtu protonů.
Slovo pochází z řeckého „ión“ – poutník.

## Značení
Ionty se označují chemickým vzorcem (značkou) částice, přičemž vpravo nahoře se uvede velikost elektrického náboje iontu.

Grafické znázornění kationtu

- Kationty např. K+, Na+, Mg2+, Ca2+
- Anionty např. F−, CO 2-
3 , NO -
3

## Rozdělení iontů
Rozlišují se na:
- Kationty - jsou kladně nabité ionty, obvykle atomy nebo molekuly (části molekul), které odevzdaly elektron(y), tzn. kationt má v elektronovém obalu méně elektronů než odpovídající atom. Při elektrolýze putují směrem ke katodě. Většinou vznikají z elektropozitivních prvků, například sodíku, vápníku nebo železa.
- Anionty - jsou záporně nabité ionty, obvykle atomy nebo molekuly (části molekul), které přijaly elektron(y), tzn. aniont má v elektronovém obalu více elektronů než odpovídající atom. Při elektrolýze putují směrem k anodě. Většinou obsahují elektronegativní prvky, například kyslík, síru nebo chlor.
- Zwitterionty[2] jsou obojetné ionty nesoucí záporný i kladný náboj na různých částech molekuly

## Vznik iontu
Proces vzniku iontu se nazývá ionizací. Obrácený proces, tzn. vytvoření neutrálního atomu z iontu, se označuje jako rekombinace.
Energie potřebná k odstranění jednoho z elektronů ve vnější podslupce atomu se označuje jako ionizační energie (popř. ionizační potenciál). Ionizační energie nám říká, jak pevně jsou vnější elektrony k atomu vázány.
Přidáním elektronu k atomu určitého prvku dojde k uvolnění jisté energie, která se označuje jako elektronová afinita.
Ionty vznikají
- při rozpouštění (např. solí ve vodě), kdy se část molekul rozpouštěné látky rozštěpí na dva (nebo více iontů). Takové roztoky jsou elektricky vodivé.
- při ionizaci plynu, kdy rychle letící částice nárazem rozštěpí molekulu na ionty (viz Iontový zdroj). Ionizovaný plyn se pak stává vodivým.
- při tření (kladný náboj - sklo, záporný náboj - plast)

## Využití
Vlastnosti iontů se využívají při různých procesech, např.:
- galvanické pokovování
- akumulátory
- věrné otisky při výrobě gramofonových desek
- Wilsonova mlžná komora pro sledování dráhy částic radioaktivního záření